# Messerschmitt Me 208
Die Messerschmitt Me 208 ist ein viersitziges einmotoriges Reiseflugzeug der Messerschmitt AG, das als freitragender Ganzmetall-Kabinentiefdecker ausgelegt ist.

## Geschichte
Entwickelt wurde das Flugzeug 1941 bei Messerschmitt in Augsburg im Auftrag des Reichsluftfahrtministeriums und auf Anregung des Leiters der Abteilung Flugerprobung, Gerhard Caroli. Gebaut wurde es in Frankreich bei der Société Nationale de Constructions Aéronautiques du Nord (SNCAN), die seit der Besetzung Frankreichs durch Deutschland schon die Messerschmitt Bf 108 fertigte. Die Flugzeugzelle ist der bei der Bf 108 verwendeten sehr ähnlich, man kann insgesamt von einer modernisierten und stark modifizierten Bf 108 sprechen.
In dem der Auftragsentwicklung bei SNCAN zugrundeliegenden und heute noch erhaltenen Lastenheft von Messerschmitt wurde am 15. September 1941 ursprünglich eine zweimotorige Ausführung der neuen Taifun favorisiert, hiervon nahm man jedoch aufgrund der Maßgabe, die Betriebskosten so niedrig wie möglich zu halten, Abstand; auch entfielen die bei der alten Taifun noch vorhandenen Vorflügel. In der Entwicklung der Me 208 flossen Erfahrungen bedeutender französischer und deutscher Luftfahrtingenieure (und Enthusiasten) zusammen, was dem Ergebnis vom Flugverhalten und von den bis heute von kaum einem anderen Hersteller erreichten Flugdaten (Zuladung, Geschwindigkeit, Reichweite und Streckenverbrauch, Flughöhe) und Ausstattung (Einziehfahrwerk, Propellerblattverstellung) deutlich anzumerken ist.
SNCAN stellte in den Jahren 1942/43 wenigstens zwei Prototypen der Messerschmitt Me 208 fertig, welche die Stammkennzeichen „GK+RZ“ und „KR+BZ“ trugen. Bei dem gelegentlich erwähnten dritten Vorserienexemplar handelt es sich vermutlich um eine noch in Augsburg produzierte und zunächst noch mit Spornradfahrwerk versehene Experimentalmaschine, die noch überwiegend auf originalen Me 108-Bauteilen basierte. Gemäß Lastenheft war automatisch mit der Zulassung der Maschine durch die französischen Behörden die Abnahme erfolgt, obwohl (wie schon bei der Auftragsfertigung der Bf 108 durch die SNCAN) ein wesentlicher Punkt – die nur eingeschränkte Austauschbarkeit der Klappen (Türen und Motorabdeckung) aufgrund von höheren Fertigungstoleranzen bei SNCAN – zu bemängeln war.
Das mit dem Kennzeichen „KR+BZ“ versehene Exemplar mit Argus As 10, das zum Zeitpunkt der Befreiung Frankreichs noch bei SNCAN existierte, erhielt nachträglich die Bezeichnung Nord 1100 Noralpha. Die zweite – mit einem Renault 6Q 10 ausgestattete – Maschine wurde als Nord 1101 bezeichnet. Wie schon bei der Bf 108 wurden ab 1942 aufgrund der immer schlechteren Verfügbarkeit der Argus-Triebwerke auch Renault-Motoren verbaut. Die Version mit dem Renault-6Q-11-Motor erhielt die Bezeichnung Nord 1102. Die beiden Motoren unterschieden sich voneinander durch ihre Drehrichtung. Bei den französischen Streitkräften wurden die Flugzeugmuster nach dem Krieg entsprechend als Ramier I und Ramier II bezeichnet.
Da die Produktion der Messerschmitt 208 vertragsgemäß zu 60 % aus Fertigungsteilen deutscher Produktion bestand, endete die Serienfertigung der Maschinen kurz nach ihrer Aufnahme bereits 1943 wieder. Um die Entwicklungs- und Produktionskosten wenigstens im Nachhinein teilweise zu decken und im Nachkriegsfrankreich dann eine eigene und neue, zeitgemäße Maschine entwickeln zu können (die Nord 1203 „Norecrin“) veräußerte Nord die insgesamt etwa 200 fertiggestellten beziehungsweise mit lagerhaltig noch vorhandenen Teilen komplettierbaren Maschinen der beiden 208-Varianten mit Renault-6Q-Motoren überwiegend an die französischen Luftstreitkräfte und die Armée l’Aeronavale. Sie waren dort bis 1963 im Einsatz. Wohl aus rechtlichen Gründen wurde wenigstens die gesamte technische Dokumentation im Rahmen der Übersetzung ins Französische umgeschlüsselt, so beginnen die Teilenummern in den Katalogen mit „1101-“ oder „1102-“statt mit „208-“, wenngleich an allen physisch existierenden Maschinen, zum Beispiel und ohne große Umstände an den Fahrwerksteilen ablesbar, noch die originalen (mit „208-“ beginnenden) Nummern vorhanden sind.
Nach dem Krieg gründete Messerschmitt mit befreundeten Konstrukteuren den „Entwicklungsring Nord“ und gründete später in Hamburg-Finkenwerder eine „Nord Flugzeugwerke GmbH“, die Verlagerung beziehungsweise Wiederaufnahme der Produktion der Me 208 konnte jedoch nicht umgesetzt werden. Einerseits hatte Messerschmitt im Nürnberger Prozess wenigstens bis 1953 ein Berufsverbot erhalten, andererseits waren die Rechte an der bei SNCAN ausgeführten Auftragsentwicklung der Me 208 nicht zu klären. So wurde auch die 1974 von den beiden Professoren Willy Messerschmitt und Kurt Tank geplante (jedoch ebenfalls nicht zu Ende geführte) Fortsetzung der Taifun-Baureihe nicht unter der Bezeichnung „208“ weitergeführt, sondern unter der Bezeichnung „108 E“ projektiert.
Die Me 208 stellt die letzte und damit höchste fertiggestellte Entwicklungsstufe der propellergetriebenen Taifun-Baureihe dar. Ein zweistrahliges, sechssitziges Geschäfts- und Reiseflugzeug unter der Bezeichnung Messerschmitt Me 308 „Jet-Taifun“ wurde 1962 als Modell auf dem Pariser Aero-Salon gezeigt, kam jedoch nicht über das Projektstadium hinaus. Elemente des „Jet-Taifun“-Projekts finden sich jedoch an der späteren HFB 320 „Hansa Jet“ wieder. Ein weiteres Projekt, die Messerschmitt Me 408 „Rotor-Jet“, blieb Mitte der 1960er Jahre ebenfalls unvollendet. Ohne staatliche Förderung war die Idee nicht realisierbar. Die Verwandtschaft zur Modellreihe wäre nur in der Fortführung der Modellnummer, nicht aber im Namen „Taifun“ zu erkennen gewesen.

## Konstruktion
Die hauptsächlichen Unterschiede zur Bf 108 sind:
- Bugrad- statt Spornradfahrwerk (Verbesserung der Sicht bei Start und Landung, besseres Rollverhalten am Boden)
- Hauptfahrwerk an den Tragflächenholmen angeschlagen und in die Zelle einfahrend (breitere Spur)
- Kabinentüren und Verglasung

## Technische Daten
| Kenngröße             | Daten                                                                             |
| --------------------- | --------------------------------------------------------------------------------- |
| Besatzung             | 1                                                                                 |
| Passagiere            | 3                                                                                 |
| Länge                 | 8,85 m                                                                            |
| Spannweite            | 11,50 m                                                                           |
| Höhe                  | 3,35 m                                                                            |
| Flügelfläche          | 17,40 m²                                                                          |
| Leermasse             | 945 kg                                                                            |
| max. Startmasse       | 1585 kg                                                                           |
| Reisegeschwindigkeit  | 275 km/h                                                                          |
| Höchstgeschwindigkeit | 305 km/h                                                                          |
| Landegeschwindigkeit  | 110 km/h                                                                          |
| Steigzeit             | 14 min auf 3000 m Höhe                                                            |
| Dienstgipfelhöhe      | 5900 m                                                                            |
| Reichweite            | 1300 km                                                                           |
| Triebwerk             | ein Argus As 10 C, 240 PS oder Renault 6Q10, 240 PS (Nord 1101) oder Renault 6Q11 |

## Verbleib
Viele der Maschinen sind erhalten und überwiegend in Museen ausgestellt; in Deutschland befinden sich Exponate im Technikmuseum Berlin und im Museum für Luftfahrt und Technik Wernigerode. Weltweit existiert heute noch etwa ein Dutzend Flugzeuge dieses Typs in lufttüchtigem Zustand, die als Liebhaberstücke geflogen werden. Die einzige flugbereite Me 208 in Deutschland hat die Werknummer 113 und ist am Flugplatz Burgheim in Bayern hangariert.